# Subida Internacional de Pikes Peak

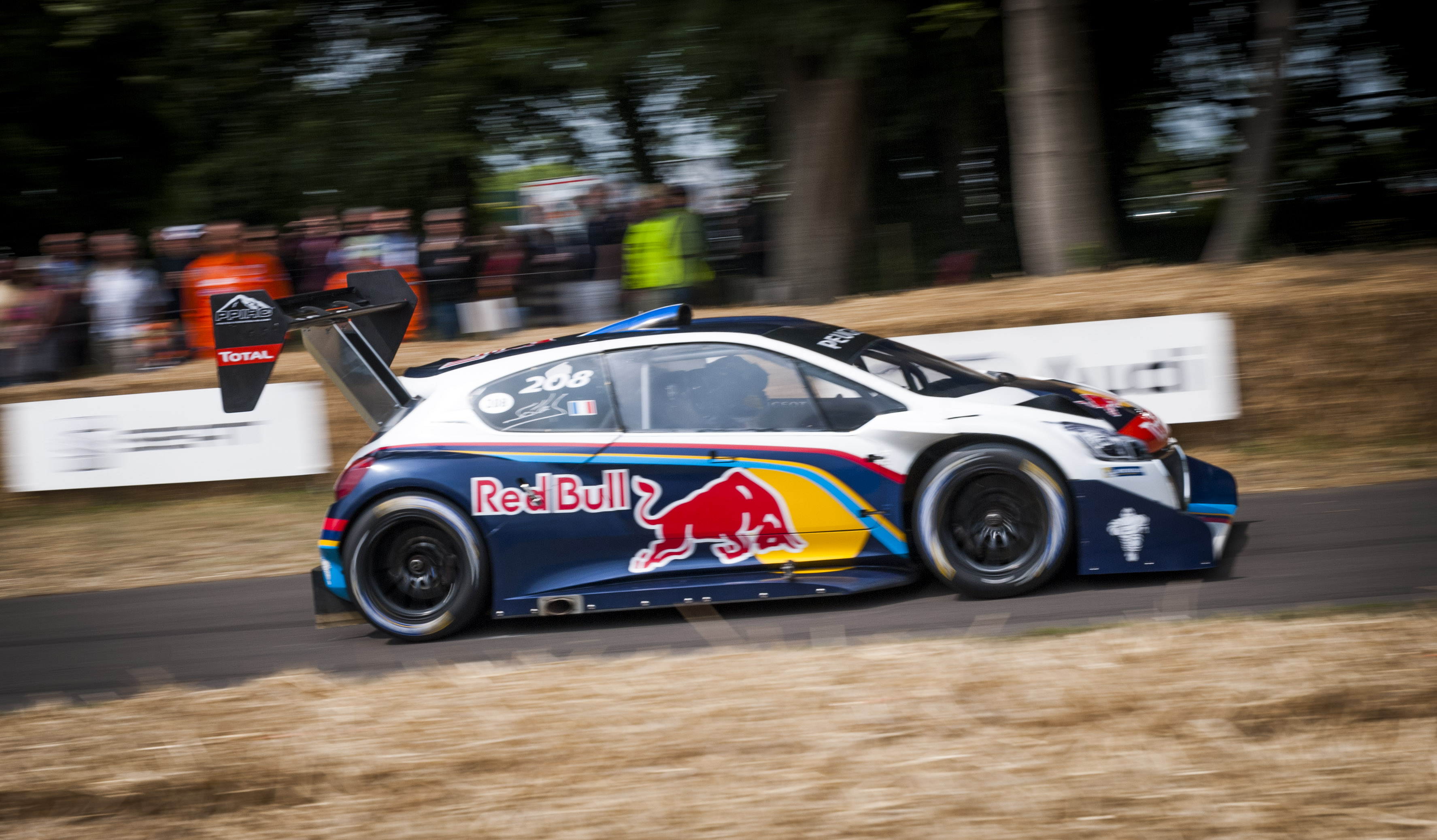
Sebastien Loeb Peugeot 208 T16 Pikes Peak

Percurso da Prova

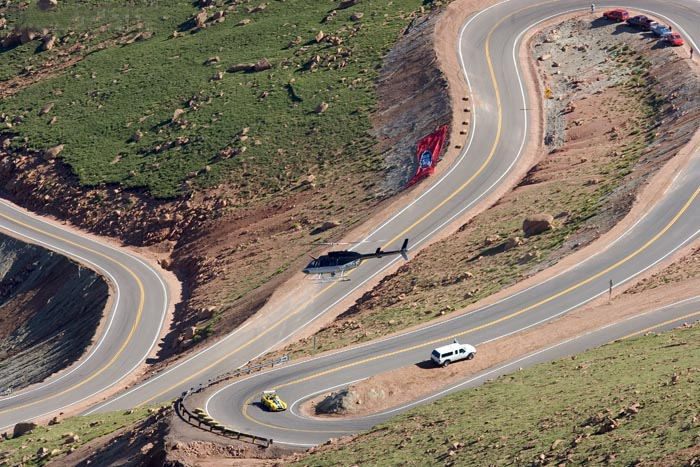
Randy Schranz a competir na 85ª edição da prova, em 2007.

A Subida Internacional de Pikes Peak, oficialmente Pikes Peak International Hill Climb (PPIHC), também conhecida como A Corrida às nuvens (em inglês: The Race to the clouds), é uma competição de subida de montanha. Acontece anualmente desde 1916, no Pico Pikes, Colorado Springs, Estados Unidos.
O percurso tem uma distância de 19,99 km (12,42 milhas) ao longo de 156 curvas , vencendo um desnível de 1.440 m , desde a partida, na 7ª  Milha da Auto-Estrada Pikes Peak, até à meta situada a 4.300 m de altitude, com uma inclinação média de 7%.
A prova alternava entre troços em terra e asfalto, porém a partir de Agosto de 2011, com a nova pavimentação, o percurso passou a ser totalmente em asfalto.
O recorde Global é detido por Romain Dumas, que registrou o tempo de 7 minutos 57.148 segundos em 24 de junho de 2018, pilotando o protótipo da Volkswagen o I. D. R que conta com 2 motores elétricos, um em cada eixo com o equivalente a 690 Cavalo Vapor e 66,6 mkgf de torque para um peso de 1.100 kg. Também acelera de 0-100 km/h em 2.25 segundos, sendo mais rápido que um Fórmula 1. O primeiro carro a andar em menos de 8 minutos, destronando o recordista anterior.
Sébastien Loeb , que registou um tempo de 8 minutos 13,878 segundos em 30 de junho de 2013 pilotando o Peugeot 208 T16 Pikes Peak com 875 Cavalo-vapor, quebrando o recorde anterior ( definido em 2011 por Nobuhiro Tajima ) por mais de um minuto e meio. O primeiro Troféu Penrose foi concedido em 1916 para Rea Lentz com um tempo de 20:55.60 .
A corrida pertence ao calendário Internacional da FIA, sendo o segundo evento de automobilismo mais antigo nos Estados Unidos da América. Hoje é contestada por uma variedade de classes de carros, camiões, motos e quad's. Em média, participam 150 concorrentes.
Bobby Unser é o maior vencedor da prova tendo obtido 10 vitórias gerais.

## História
A primeira edição do Pikes Peak Hill Climb foi promovida pelo empresário Spencer Penrose . Penrose tinha acabado de fazer o alargamento da estrada estreita para a mais ampla " Pikes Peak Highway". Ele decidiu incentivar os turistas a visitar , criando uma corrida para as nuvens.
A mais antiga classe atual é a divisão de monolugares que ocorre desde 1916 e foi ganha por nomes como Mario Andretti , Al Unser , Bobby Unser , e Robby Unser ( o detentor do recorde atual da classe , com 10 minutos 5,85 segundo em 1994) . Em 4 de julho de 1966, Bobby Unser venceu o evento global pela oitava vez em dez anos. O evento fez parte do Campeonato de IndyCar da AAA e USAC entre 1946 e 1970 .
Em 1984, os primeiros pilotos europeus participaram na prova com o piloto norueguês de ralicross Schanche Martin (Ford Escort Mk3 4x4) e a piloto francesa de rali Michèle Mouton (Audi Sport quattro ) , iniciando assim uma nova era para os pilotos europeus na quase desconhecida rampa americana. Enquanto Schanche não conseguiu estabelecer um novo recorde, devido a um furo no pneu dianteiro direito, Mouton (juntamente com a sua co-piloto italiana Fabrizia Pons com quem fazia equipa no Campeonato Mundial de Rally ) venceu a categoria Rally Open, mas também não conseguiu quebrar o atual recorde global da prova.
Em 2011 realizou-se a última corrida de Pikes Peak Hill Climb com secções em terra, cerca de 30% do percurso, devido a um processo movido pelo Sierra Club para pavimentar o caminho todo até ao cume. O projeto de pavimentação foi concluído em Agosto desse ano.
Em 2013 foi ultrapassada a barreira dos nove minutos, pela lenda do WRC Sébastien Loeb, com um tempo de 8:13.878, enquanto Rhys Millen acabou em segundo com 9:02.192, batendo o seu próprio recorde por mais de 44 segundos. Jean-Philippe Dayrault terminou em terceiro com o tempo de 9:42.740, e Paul Dallenbach quarto lugar, com um tempo de 9:46.001, tendo os quatro pilotos batido o recorde estabelecido apenas no ano anterior.
Em 2015 foi a primeira vez na história da corrida que um carro elétrico ganhou em todas as classes. O segundo lugar também foi ganho por um carro elétrico. Ainda em 2014, os carros elétricos estavam nos lugares 2 e 3. Em uma entrevista com o piloto vencedor, Rhys Millen, ele disse que havia perdido a potência do motor traseiro do carro antes da metade e esperava que sua corrida fosse 30 segundos mais rápida.

## Recordes

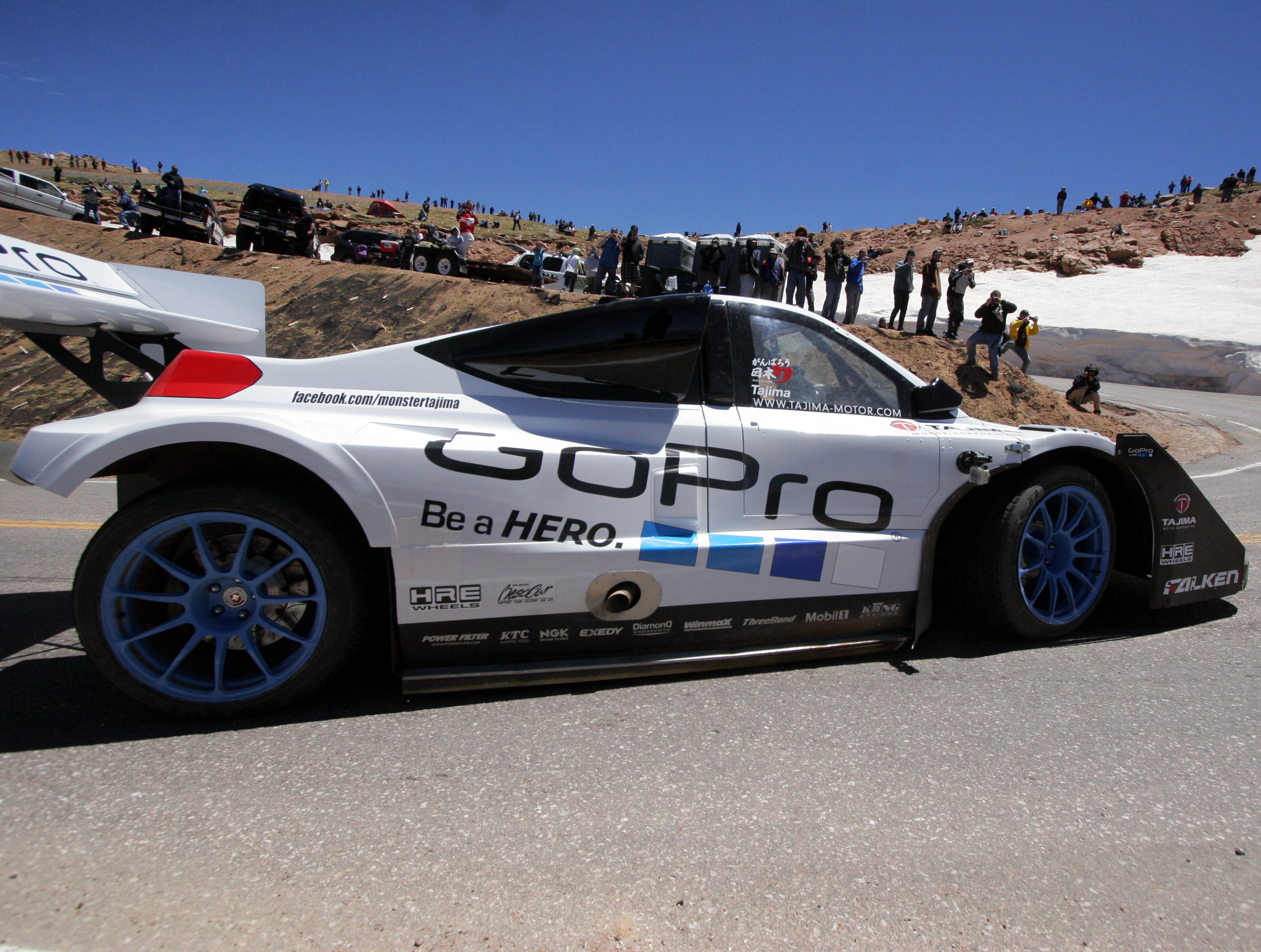
Nobuhiro Tajima's Suzuki SX4 durante o seu recorde de 9:51 em 2011

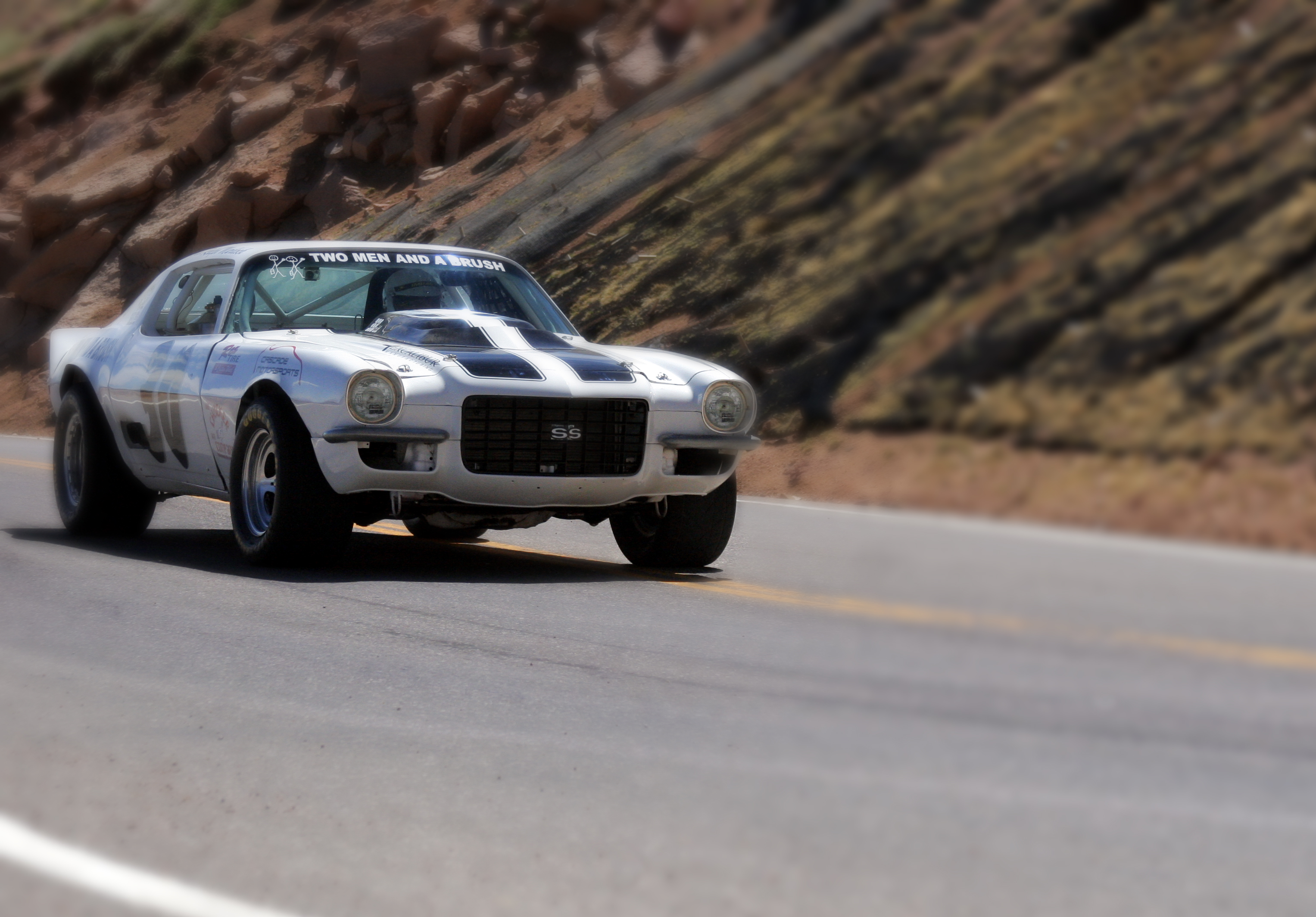
Ralph Murdock batendo o recorde para carros antigos modificados (RMVR modified) com o tempo de 12:51.004 num Chevrolet Camaro de 1970

| Carros (4 rodas)                    | Carros (4 rodas)       | Carros (4 rodas) | Carros (4 rodas)  | Carros (4 rodas)                                     | Carros (4 rodas) |
| Divisão                             | Classe                 | Ano              | Nome              | Veículo                                              | Tempo            |
| ----------------------------------- | ---------------------- | ---------------- | ----------------- | ---------------------------------------------------- | ---------------- |
| Elétrico                            | Modificado             | 2018             | Romain Dumas      | Volkswagen I. D. R                                   | 7:57.148         |
| Elétrico                            | Production             | 2014             | Roy Richards      | 2012 Honda Fit                                       | 12:55.591        |
| Pikes Peak Challenge                | Exibição               | 2015             | Tetsuya Yamano    | Honda Electric SH-AWD with Precision All-Wheel Steer | 10:23.829        |
| Pikes Peak Challenge                | Fórmulas               | 2015             | Paul Dallenbach   | PVA Dallenbach Special                               | 9:36.496         |
| Pikes Peak Challenge                | Pikes Peak Open        | 2018             | Peter Cunningham  | 2018 Acura TLX GT                                    | 9:27.352         |
| Pikes Peak Challenge                | Clássicos              | 2014             | Ralf Christensson | 1967 Ford Mustang GT350                              | 10:46.000        |
| Time Attack                         | Time Attack 1          | 2013             | Paul Dallenbach   | Hyundai Genesis Coupé                                | 9:46.001         |
| Time Attack                         | Time Attack 2 Produção | 2015             | David Donner      | 2014 Porsche 911 Turbo S                             | 10:26.896        |
| Unlimited                           | Unlimited              | 2018             | Romain Dumas      | Volkswagen I. D. R                                   | 7:57.148         |
| Novos Recordes de 2018 em vermelho. |                        |                  |                   |                                                      |                  |

| Motos (2 rodas)                     | Motos (2 rodas)               | Motos (2 rodas) | Motos (2 rodas)            | Motos (2 rodas)                                     | Motos (2 rodas) |
| Divisão                             | Classe                        | Ano             | Nome                       | Veículo                                             | Tempo           |
| ----------------------------------- | ----------------------------- | --------------- | -------------------------- | --------------------------------------------------- | --------------- |
| Pikes Peak Lightweight              | Pikes Peak Lightweight        | 2017            | Davey Durelle              | 2009 Aprilia SXV450                                 | 10:35.354       |
| Pikes Peak Middleweight             | Pikes Peak Middleweight       | 2018            | Chris Fillmore             | 2018 KTM 790 Duke                                   | 10:04:038       |
| Pikes Peak Heavyweight (Open)       | Pikes Peak Heavyweight (Open) | 2017            | Chris Fillmore             | 2017 KTM Super Duke 1290 R                          | 9:49.625        |
| Motos elétricas                     | Modificadas                   | 2013            | Carlin Dunne               | 2013 Lightning Motorcycle LS-218 electric Superbike | 10:00.694       |
| Motos elétricas                     | Produção                      | 2014            | Jeff Clark                 | 2013 Zero FX                                        | 11:59.814       |
| Pikes Peak Challenge Motorcycle     | Pikes Peak 250cc              | 2013            | Codie Vahsholtz            | 1996 Kawasaki KX 250                                | 11:24.792       |
| Pikes Peak Challenge Motorcycle     | Quads                         | 2013            | Michael Coburn             | 2013 Walsh 450R                                     | 11:24.792       |
| Pikes Peak Challenge Motorcycle     | Sidecar                       | 2013            | Wade Boyd/Christine Blunck | 2006 Suzuki GSXR                                    | 11:26.987       |
| Pikes Peak Challenge Motorcycle     | Clássicos                     | 2012            | Marc LaNoue                | 1969 Triumph Bonneville                             | 12:39.782       |
| Novos Recordes de 2018 em vermelho. |                               |                 |                            |                                                     |                 |

## Vencedores Classe Unlimited

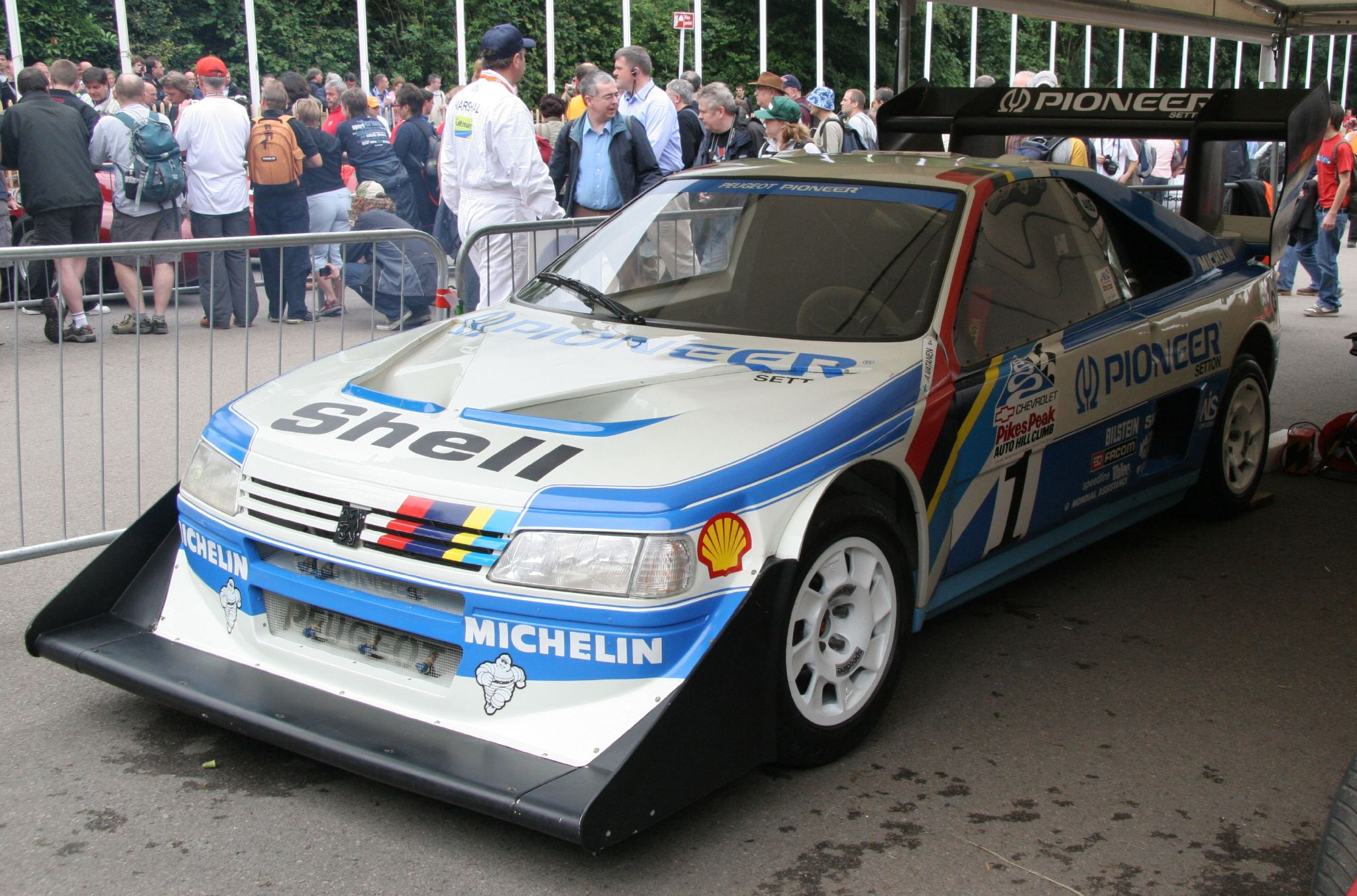
Ari Vatanen no Peugeot 405 T16 em 1988

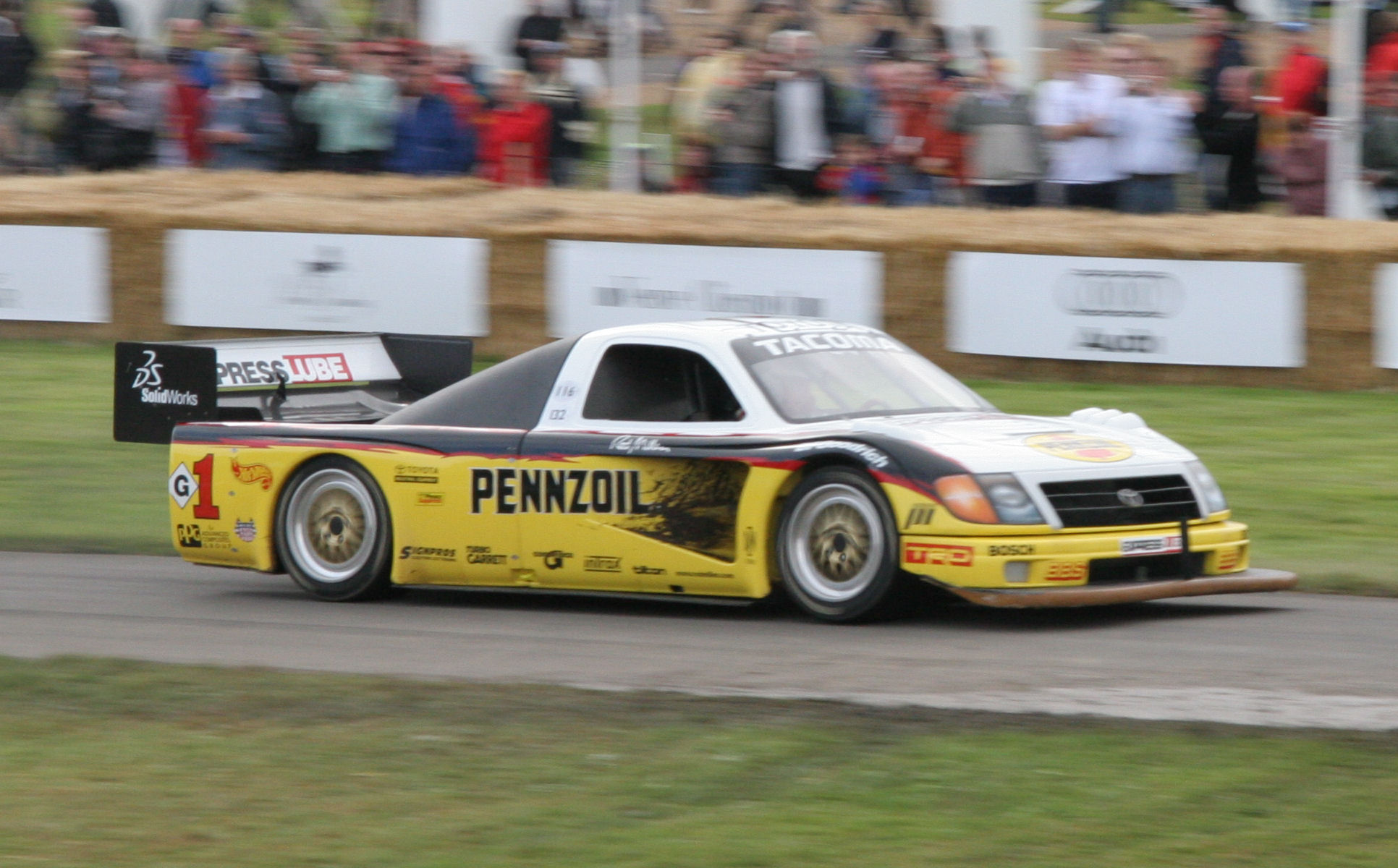
Rod Millen no Pikes Peak Toyota Tacoma

| Ano  | Vencedor         | Carro                          | Tempo     |
| ---- | ---------------- | ------------------------------ | --------- |
| 1981 | Bud Hoffpauir    | Wells Coyote Special Roadster  | 13:10.100 |
| 1982 | John Buffum      | Audi Quattro                   | 12:20.520 |
| 1983 | John Buffum      | Audi Quattro                   | 12:27.910 |
| 1984 | Michèle Mouton   | Audi Sport Quattro             | 12:10.380 |
| 1985 | Michèle Mouton   | Audi Sport Quattro             | 11:25.390 |
| 1986 | Bobby Unser      | Audi Sport Quattro S1 E2       | 11:09.220 |
| 1987 | Walter Röhrl     | Audi Sport Quattro S1 E2       | 10:47.850 |
| 1988 | Ari Vatanen      | Peugeot 405 Turbo 16           | 10:47.220 |
| 1989 | Robby Unser      | Peugeot 405 Turbo 16           | 10:48.340 |
| 1990 | Robby Unser      | Unser Chevy                    | 11:32.860 |
| 1991 | David Donner     | Donner-Dykstra Chevy           | 11:12.420 |
| 1992 | Nobuhiro Tajima  | Suzuki Swift                   | 12:51.630 |
| 1993 | Nobuhiro Tajima  | Suzuki Swift                   | 10:44.220 |
| 1994 | Rod Millen       | Toyota Celica AWD Turbo        | 10:04.060 |
| 1995 | Nobuhiro Tajima  | Suzuki Escudo                  | 7:53.000* |
| 1996 | Rod Millen       | Toyota Celica                  | 10:13.640 |
| 1997 | Rod Millen       | Toyota Celica                  | 10:04.540 |
| 1998 | Rod Millen       | Toyota Tacoma                  | 10:07.700 |
| 1999 | Rod Millen       | Toyota Tacoma                  | 10:11.150 |
| 2000 | Per Eklund       | Saab 9-3                       | 11:21.580 |
| 2001 | Yutaka Awazuhara | Suzuki Vitara                  | 11:01.770 |
| 2002 | Per Eklund       | Saab 9-3                       | 11:13.200 |
| 2003 | Paul Dallenbach  | 2000 PVA-01                    | 11:34.700 |
| 2004 | Stig Blomqvist   | Ford RS200E                    | 5:16.800* |
| 2005 | Koichi Horiuchi  | Mitsubishi FTO                 | 11:34.570 |
| 2006 | Nobuhiro Tajima  | Suzuki Sport                   | 7:38.900* |
| 2007 | Nobuhiro Tajima  | Suzuki XL7                     | 10:01.408 |
| 2008 | Nobuhiro Tajima  | Suzuki Sport Co. Ltd. XL7      | 10:18.250 |
| 2009 | Nobuhiro Tajima  | Suzuki SX4                     | 10:15.368 |
| 2010 | Nobuhiro Tajima  | Suzuki SX4                     | 10:11.490 |
| 2011 | Nobuhiro Tajima  | Suzuki SX4                     | 9:51.278  |
| 2012 | David Donner     | Palatov D4PPS                  | 10:04.652 |
| 2013 | Sébastien Loeb   | Peugeot 208 T16                | 8:13.878  |
| 2014 | Romain Dumas     | Norma M20 RD                   | 9:05.801  |
| 2015 | Dominic Dobson   | Radical SR8                    | 10:15.289 |
| 2016 | Romain Dumas     | Norma M20 RD Limited Spec-2016 | 8:51.445  |
| 2017 | Romain Dumas     | Norma M20 RD                   | 9:05.672  |
| 2018 | Romain Dumas     | Volkswagen I.D. R              | 7:57.148  |

*Percurso encurtado